# Robert Frederick Froehlke

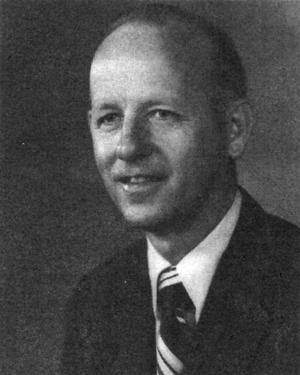
Robert Frederick Froehlke

Robert Frederick Froehlke (* 15. Oktober 1922 in Neenah, Wisconsin; † 12. Februar 2016 in Scottsdale, Arizona) war ein US-amerikanischer Politiker (Republikanische Partei). Er war vom Juli 1971 bis zum Mai 1973 Heeresstaatssekretär der Vereinigten Staaten.

## Werdegang
Robert Froehlke wurde am 15. Oktober 1922 in Neenah geboren. Er besuchte die Highschool in Marshfield. Danach trat er 1943 in die US Army ein und diente auf dem europäischen Kriegsschauplatz in der Infanterie. Er verließ die Armee 1946 im Rang eines Hauptmanns (Captain).
Froehlke besuchte nach seinem Dienst in der Armee die University of Wisconsin Law School und erhielt 1949 sein Diplom. Er heiratete Nancy Barnes und praktizierte in Madison als Anwalt in der Kanzlei von MacDonald and MacDonald zwischen 1949 und 1950. Von 1950 bis 1951 war er Mitglied des Lehrkörpers der University of Wisconsin Law School. Nach seiner Zeit an der Universität trat er der Rechtsabteilung der Sentry Insurance Company in Stevens Point bei und stieg während seiner Zugehörigkeit zu diesem Unternehmen von 1951 bis 1969 dort auch auf.
Vom 30. Januar 1969 bis zum 30. Juni 1971 war er als Referatsleiter (Assistant Secretary of Defense) im Verteidigungsministerium tätig. Froehlke war verantwortlich für die Militärnachrichtendienste. Des Weiteren war er auch Vorsitzender des Defense Investigative Review Council.
Von 1. Juli 1971 bis zum 4. Mai 1973 war er Leiter des Heeresamtes (Secretary of the Army). Unter seiner Führung wurden die verbleibenden Armeeverbände aus Vietnam abgezogen, die Rekrutierung auf den Freiwilligendienst umgestellt, die Regierung der Ryūkyū-Inseln aufgelöst, die administrative Rolle der zivilen Verteidigung aufgegeben sowie die Anlagen für die biologische Kriegsführung der Armee, in Übereinstimmung mit internationalen Vereinbarungen, geschlossen.
Froehlke trat 1973 zurück, um seine Arbeit bei der Sentry Corporation wieder aufzunehmen. Diese Tätigkeit übte er von 1973 bis 1979 als Präsident aus. Des Weiteren war er zwischen 1975 und 1980 Präsident des amerikanischen Krankenkassenverbandes (Health Insurance Association of America) sowie zwischen 1980 und 1982 Präsident des amerikanischen Lebensversicherungsrats (American Council of Life Insurance). Danach war er zwischen 1982 und 1987 Vorsitzender der Equitable Life Assurance Society of the United States. 1987 wurde er Präsident und Geschäftsführer der IDS Mutual Fund Group.